# Antonín Hájek

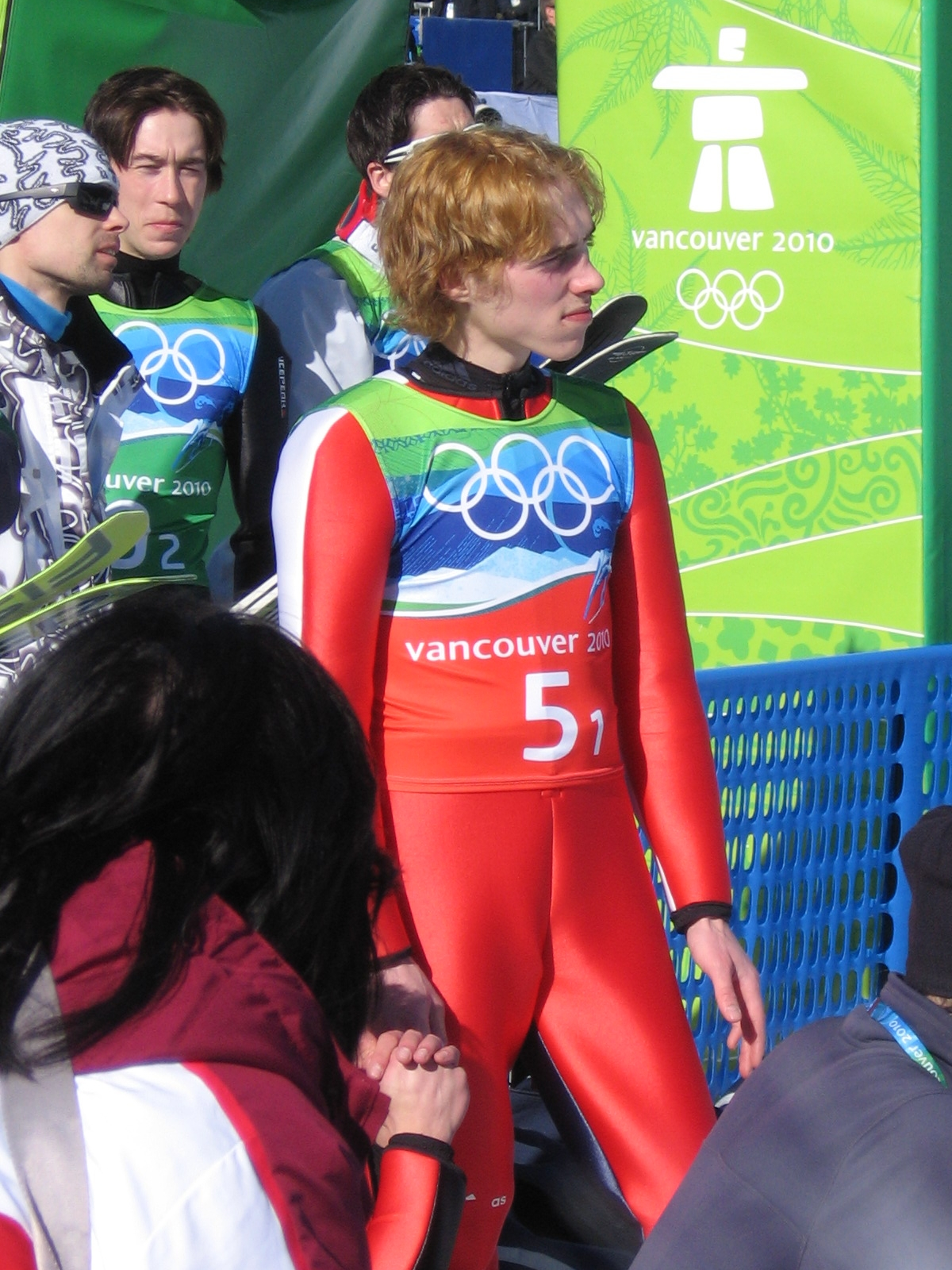
Antonin Hajek i Vancouver 2010.

Antonín Hájek, född 12 februari 1987 i Frýdlant, Tjeckien, död i september 2022 på Langkawi, Malaysia,(hittad i mars)  var en tjeckisk backhoppare. Hájek tävlade för skidklubben Dukla Liberec.

## Karriär

### De första åren i världscupen
Hans första säsong som elithoppare där han plockade poäng i världscupen och visade upp sig för eliten var 2004–2005.
I Oberstdorf 2005 föll Hajek allvarligt i en träningsomgång men klarade sig undan allvarligare skador och kunde själv lämna backen gående. 
2005–2006 blev en mellansäsong för Hajek, utan några vidare framgångar. Han hade en formtopp under Tysk-österrikiska backhopparveckan. Han deltog inte under OS i Turin.

### 2007-2009 och bilolyckan
Efter en lyckad säsong 2007–2008 där han slutade sammanlagd trettiotvåa i världscupen med bland annat en sjätte plats i en tävling i Lahtis var Hajek våren 2008 involverad i en allvarlig bilolycka där han var ytterst nära att omkomma. Hajek opererades akut och det var länge osäkert om han skulle överleva operationen, som till slut lyckades. De första fyra månaderna efter olyckan kunde Hajek inte röra sina ben och enligt hans förre tränare Richard Schallert var Hajek inställd på att karriären var över och kunde aldrig tänka sig att kunna fortsätta.
Efter lång tids rehabilitering visade Hajek förbättring i början av 2009, då han bland annat besökte lagkamraterna i Tjeckien på Liberec 2009. På sommaren gjorde han stora framsteg och kunde börja träna regelbundet igen. "Jag började långsamt träna igen. Det senaste halvåret har varit mycket bättre. Jag kunde träna 100% igen även om det var jobbigt och tog mycket energi" förklarade han.

### De första tävlingarna efter olyckan

#### Continental Cup
Hajek gjorde sin comeback i tävlandet i säsongsöppningen i Continental Cup i Rovaniemi, Finland. Där lyckades han ta en 43:e och en 29:e plats i de båda tävlingarna. I Engelberg, precis efter jul, ökade hans kapacitet starkt och med en femte plats i första tävlingen och en andra plats den andra dagen övertygade han den nya tränaren David Jiroutek att få följa med till världscuptävlingarna i Tauplitz, Österrike 2010.

#### Världscupen
Han gjorde sin första världscuptävling efter bilkraschen i Tauplitz, Österrike 2010, nästan två år efter olyckan. Detta i en skidflygningstävling, vilket innebär större backe, där deltagarna kan hoppa ned emot 230 meter. Från ingenstans och med tidigt startnummer lyckades han ta en fjärde plats i tävlingen, hans bästa resultat i karriären. Han slog bland andra Gregor Schlierenzauer, då regerande skidflygningsvärldsmästare.

### 2010-

#### Världscupen
Efter att han kommit tillbaka fick han vara med i världscuplaget till säsongens slut, och lyckades ta ytterligare fyra topp 10-placeringar. Som bäst en fjärdeplats i Sapporo i januari 2010. Efter en åttondeplats i säsongsavslutningen i nya Holmenkollen stod det klart att Hajek blev 23:a i sammanlagda världscupen 2009–2010.

#### OS
Hajek deltog i OS i Vancouver med en 7:e plats i stora backen (K-120) som bästa resultat. I normalbacken (K-90) blev han tjugoetta. Han var även med i det tjeckiska lag som tog en sjundeplats. Detta var hans första olympiska spel.

### VM i skidflygning
I VM i skidflygning i Planica, Slovenien i säsongsslutet, som alltså inte räknas till världscupen blev Hajek åtta. I sitt sista hopp hoppade han 236 meter och slog därmed sitt eget förra tjeckiska rekord på 219 meter. Dessutom är det det tredje längsta stående hoppet genom tiderna. Hajek var även med i det tjeckiska laget i lagtävlingen, som slutade på en femte plats.

## Placeringar
- Världscupen i backhoppning.[3]

- - 2004/2005: 64.
  - 2005/2006: 76.
  - 2006/2007: 32.
  - 2007/2008: 43.
  - 2009/2010: 23.

## Backrekord
Hajek innehar backrekordet i backen K85 i Lubawka, Polen med 97,5 meter. Rekordet satte han 2003. 

## Utanför backhoppningen
Hajek's intressen bestod främst i datorer, tennis och gitarr. Han talade tyska, tjeckiska och engelska. Hajek var 172 cm lång och vägde 57 kilo.